# بدر لاما
بدر لاما (۲۳ آوریل ۱۹۰۷ – ۱ اکتبر ۱۹۴۷) بازیگر فلسطینی بود. در خانواده‌ای فلسطینی‌اصل در شیلی به دنیا آمد و در ابتدای زندگی خود همان‌جا زیست. سپس به همراه برادرش ابراهیم لاما، کارگردان، به مصر رفت و با همدیگر به موفقیت در سینمای نوظهور مصر رسیدند. آنها در نویسندگی، بازیگری و کارگردانی با هم همکاری داشتند و نتیجهٔ این همکاری، تأسیس شرکت فیلم کوندور شد. شرکت آنها ده‌ها فیلم به سینمای مصر و عرب ارائه کرد. بدر از سال ۱۹۲۷ و به مدت بیست سال، فیلم‌های زیادی بازی کرد و ساخت. وی در سن ۴۰ سالگی بر اثر آنژین صدری درگذشت.

## زندگی و پیشه
بدر لاما با نام بَدرو لاماس در ۲۳ آوریل ۱۹۰۷ یا ۱۹۰۸ در شیلی به دنیا آمد. پدرش عبدالله و مادرش لیزا خلیل بشارة ساره بود. پدرش، عبدالله ابراهیم الأعمیٰ، در سال ۱۸۹۰ از شهر بیت لحم به شیلی مهاجرت کرد، همان‌طور که بسیاری از مردم شام در آن دوره انجام دادند. عبدالله در آنجا با یک زن مهاجر فلسطینی از همان شهر ازدواج کرد. از او سه پسر داشت: عیسی، ابراهیم و بدر. نام خانوادگی او به دلیل تلفظ سنگین حرف عین عربی در زبان اسپانیایی، از الأعمیٰ به معنای نابینا به لاما، تحریف شد.
در شیلی، برادران ابراهیم و بدر لاما به هنر عکاسی علاقه داشتند و بدر حتی در آنجا به عنوان دستیار در کارگردانی دو فیلم کوتاه کار کرد. در سال ۱۹۲۴، ابراهیم و بدر تصمیم گرفتند به شهر بیت لحم در فلسطین برگردند، اما در راه بازگشت از کشتی حامل خود در شهر اسکندریه، پادشاهی مصر، پیاده شدند و ترجیح دادند در آنجا ساکن شوند تا مسیر خود را در سینمای مصر طی کنند، زمانی که صنعت فیلم مصری در مراحل ابتدایی خود بود و فیلم‌های تولید شده، صامت بودند.
برادران ابراهیم و بدر لاما در ابتدا در زمینهٔ عکاسی فعالیت کردند و به گروه «حامیان تصاویر متحرک» پیوستند که به یک شرکت یا باشگاه سینمایی تبدیل شد به نام «مینا فیلم» که شاید اولین باشگاه در نوع خود در جهان عرب باشد. آنها باشگاه را با تأسیس یک شرکت تولید فیلم به نام «کوندور فیلم» دنبال کردند که طی سالیان متمادی نقش برجسته‌ای در صنعت فیلم مصر ایفا کرد. در سال ۱۹۲۷ برای تولید فیلم «بوسه‌ای در صحرا» که در صحرای ویکتوریا در حومهٔ اسکندریه فیلمبرداری شد، با هم همکاری کردند. این اولین فیلم آن دو بود که در یک استودیوی کوچک در یک ویلای خصوصی در منطقهٔ ویکتوریا در حومهٔ اسکندریه فیلمبرداری کردند. مؤرخان آن را یکی از اولین فیلم‌های صامت عرب می‌دانند که در سینمای اسکندریهٔ کاسموگراف و سینماهای بیروت نیز به نمایش درآمد. ابراهیم لاما کارگردانی و فیلمبرداری را برعهده گرفت و نقش اصلی را به برادرش بدر واگذار کرد و تعدادی خارجی مقیم اسکندریه در این فیلم شرکت داشتند. فیلم «بوسه‌ای در صحرا» اولین فیلم داستانی بلند تولید و نمایش داده شده در مصر بود، اگرچه مؤرخان مصری فیلم «لیلا» به کارگردانی استفان رستی و با بازی عزیزه امیر و احمد جلال که خود پس از نمایش «بوسه‌ای در صحرا» ظهور کرد، اولین فیلم مصری می‌دانند؛ به این دلیل که آماده‌سازی و فیلمبرداری فیلم «لیلا» قبل از فیلم برادران لاما بوده و تهیه‌کننده، کارگردان و بازیگران فیلم «لیلا» همگی مصری بودند.بدر لاما به فیلم‌های رودولف والنتینو بازیگر ایتالیایی علاقه داشت که در سال ۱۹۲۶ در فیلم «پسر شیخ» که وقایع آن در صحرا می‌گذرد بازی کرد و داستان فیلم «بوسه‌ای در صحرا» را از آن اقتباس کرد. این فیلم با همکاری برادرش ابراهیم به فیلمی تبدیل شد که در زمینه‌ای احساسی به عنوان اولین فیلم اکشن و ماجرایی شناخته شد و نقش اصلی زن را بدریه رأفت (جوزفین جورج سرکیسی) بازی کرد.
به دلیل موفقیت برادران لاما، اسکندریه به یک رقیب جدی برای قاهره تبدیل شد، زیرا برادران خانهٔ خود را به عنوان یک «استودیو فیلم» مجهز به دستگاه‌ها آماده کرده بودند و دفتر شرکت خود را در آنجا تأسیس کردند. آنها فیلم دیگری به نام «فاجعه بر فراز هرم» را در سال ۱۹۲۹ تولید کردند. این فیلم نیز توسط ابراهیم لاما کارگردانی شد و بدر لاما، وداد عرفی و فاطمه رشدی در آن بازی کردند و در سینماهای حلب به نمایش درآمد. سپس فیلمسازی را با فیلم سوم به نام «معجزهٔ عشق» در سال ۱۹۳۰ دنبال کردند که آن را در فضای باز فیلمبرداری کردند؛این فیلم در حیفا، یافا و قدس به نمایش درآمد و یکی از اولین فیلم‌های موزیکال محسوب می‌شود.
پس از تمرکز و موفقیت صنعت سینما در قاهره، برادران لاما در سال ۱۹۳۰ به آنجا نقل مکان کردند. در آنجا اولین استودیوی فیلمسازی را در مصر به نام «استودیو لاما» تأسیس کردند و مقر آن در حدائق القبه بود. آسیه داغر بازیگر و تهیه‌کننده، ساخت دومین فیلم خود را به نام «دردهای پشیمانی» به ابراهیم لاما سپرد. این دو برادر به تولید فیلم‌هایی در ژانر بادیه‌نشینی ادامه دادند که با اولین فیلمشان «بوسه‌ای در صحرا» شروع کردند و سپس با فیلم‌های «معروف البدوی» و «گنج گمشده» ظاهر شدند. این دو فیلم به سنت‌های بدوی مانند شرافت، شجاعت، انتقام و عشق احترام می‌گذارند که گفته می‌شود آنان روش فیلم‌های وسترن را با لحن شرقی به سینمای مصر منتقل کردند. به هنگام سال‌های ۱۹۳۶–۱۹۳۷ آنها به تولید فیلم‌های دراماتیکی مانند «فراری» و «شبح گذشته» بازگشتند. سپس در طول جنگ جهانی دوم به کار خود ادامه دادند و ده فیلم بلند ساختند.
بدر لاما در ۲۲ فیلم از جمله فیلم‌های ژانر بادیه‌نشینی مانند «معروف البدوی» در سال ۱۹۳۵ و «پسر صحرا» در سال ۱۹۴۲ بازی کرد. سپس در فیلم‌های تاریخی مانند «صلاح‌الدین ایوبی» در ۱۹۴۱ با بدریه رأفت بازی کرد که اولین اثری است که به زندگینامهٔ صلاح‌الدین ایوبی در سینما پرداخته است که در سینما کوزمو در قاهره به نمایش درآمد. بدر لاما در سال ۱۹۴۳ در فیلم «کلئوپاترا»، نقش آنتونی ایفا کرد. در فیلم‌های دراماتیک مانند «قیس و لیلی» با امینه رزق در سال ۱۹۳۹ هم‌بازی شد، همچنین در فیلم «فراری» در همان سال با همان ژانر. او در فیلم‌های اجتماعی مانند «فریادی در شب» در سال ۱۹۴۰، «ندای خون» در سال ۱۹۴۳ و «تنها» با بازی بدریه رأفت در سال ۱۹۴۴ نقش آفرید. آخرین فیلمی که او در آن بازی کرد «بدوی زیبا» با بازی بدریه رأفت در سال ۱۹۴۷ بود.
بدر لاما در چند فیلم با همکاری دیگر کارگردانان سینما بازی کرد، مانند فیلم «رابحه» در سال ۱۹۴۵ که نیازی مصطفی کارگردانی کرد. کار او به بازیگری محدود نشد، بلکه او در نویسندگی سه فیلم، تدوین پنج فیلم و تهیه‌کنندگی دو فیلم از مجموع بیست و دو فیلمی که در آن بازی کرد، شرکت کرد. برادران لاما شماری از هنرمندان مرد و زن را به سینمای مصر معرفی کردند که از آن جمله می‌توان به انور وجدی، محمود الملیجی، عبدالسلام النابلسی، زکی رستم، حسین صدقی، عبدالعزیز محمود خواننده، بدریه رأفت، فاطمه رشدی، بهیجه حافظ، امینه رزق، لیلا فوزی و ثریا رفعت، خواننده آهنگساز نادره امین و بدیعه مصابنی اشاره کرد.
بدر لاما در اول اکتبر ۱۹۴۷ بر اثر ابتلا به آنژین صدری در قاهره درگذشت و در آنجا به خاک سپرده شد.

## میراث
بدریه رأفت، همسرش، پس از مرگ وی، به ویژه پس از وقوع آتش‌سوزی در استودیوی لاما در حدائق القبه، وضعیتش وی بدتر شد؛ آتش تمام محتویات آن را فرو برد از جمله نوارهای فیلم بدر. بدریه رأفت تصمیم گرفت از هنر بازنشسته شود. اما سید زیاد کارگردان و فیلمنامه‌نویس او را دوباره به هنر بازگرداند و در فیلم «آخرین ملاقات» با عماد حمدی و محسن سرحان بازی کرد، فیلمی که پس از آن تصمیم گرفت برای همیشه از سینما کناره‌گیری کند. او به کانادا مهاجرت کرد و در سال ۲۰۰۹ در شهر مونترال درگذشت.
پس از مرگ بدر لاما، شرکت «کوندور فیلم» به تولید فیلم‌هایی به کارگردانی ابراهیم و بازی پسرش سمیر تا سال ۱۹۵۱ ادامه داد، تا زمانی که او فیلم «کاروان ادامه دارد» را که در سودان فیلمبرداری شد و آخرین فیلم او بود، تهیه کرد. پس از خودکشی ابراهیم در مه ۱۹۵۳ در پی قتل همسرش، پسرش سمیر لاما به بیروت رفت و در آنجا در برخی از فیلم‌های تولید شده در لبنان را بازی کرد.
رائد دزدار در سال ۲۰۱۳ فیلمی با عنوان «برادران لاما» محصول تلویزیون فلسطین تهیه کرد که در تئاتر و سینماتک القصبه در مرکز شهر رام‌الله به نمایش درآمد. این فیلم شامل تصویر و سفری طولانی در جستجوی خانواده لاما (الأعمی) در بیت لحم بود، جایی که بسیاری از ملاقات‌ها با پسرعموهایشان و خاطرات مشترک آنها هنگام بازدید برادران لاما از شهرشان فیلم‌برداری شد؛ مخصوصاً در سال ۱۹۳۶ که فلسطین شاهد یکی از طولانی‌ترین اعتصابات عمومی تاریخ بود و فیلم «فراری» را فیلمبرداری کردند که برخی از عموزاده‌هایشان در آن شرکت داشتند.